# Coupe du Sénégal féminine de football
La Coupe du Sénégal féminine de football est une compétition féminine sénégalaise de football à élimination directe.

## Finales
| Année     | Vainqueur                                         | Résultat     | Finaliste              |
| --------- | ------------------------------------------------- | ------------ | ---------------------- |
| 1994      | Tigresses de Thiès                                |              |                        |
| 1995-2002 | non disputée                                      | non disputée | non disputée           |
| 2003      | Sirènes de Grand-Yoff                             | 7-0          | Casa Sports            |
| 2004      | Sirènes de Grand-Yoff                             | 9-0          | Amazones de Kolda      |
| 2005      | Aigles de la Médina                               | 5-2          | Sirènes de Grand-Yoff  |
| 2006      | Aigles de la Médina                               | 4-0          | Sirènes de Grand-Yoff  |
| 2007-2008 | non disputée                                      | non disputée | non disputée           |
| 2009      | Aigles de la Médina                               | 2-0          | Sirènes de Grand-Yoff  |
| 2010      | Sirènes de Grand-Yoff                             | 3-1          | Amazones de Yeumbeul   |
| 2011      | FC Médiour                                        | 2-0          | Amazones de Grand-Yoff |
| 2012      | FC Médiour                                        | 3-1          | Dorades de Mbour       |
| 2013      | Tigresses de Thiès                                | 1-1, 3-2tab  | FC Médiour             |
| 2014      | Tigresses de Thiès                                | 2-0          | Amazones de Grand-Yoff |
| 2015      | Sirènes de Grand-Yoff                             | 4-0          | Amazones de Grand-Yoff |
| 2016      | Sirènes de Grand-Yoff                             | 4-0          | Lycée Ameth Fall       |
| 2017      | FC Médiour                                        | 4-0          | Kaolack FC             |
| 2018      | FC Médiour                                        | 3-0          | Sirènes de Grand-Yoff  |
| 2019      | Amazones de Grand-Yoff                            | 3-0          | US Parcelles Assainies |
| 2020      | non disputée en raison de la pandémie du Covid-19 |              |                        |
| 2021      | non disputée en raison de la pandémie du Covid-19 |              |                        |
| 2022      | US Parcelles Assainies                            | 2-0          | AS Dakar Sacré-Cœur    |
| 2023      | Sirènes de Grand-Yoff                             | 2-0          | AFA Grand-Yoff         |
| 2024      | Aigles de la Médina                               | 2-0          | Jappo Olympique        |
| 2025      | Aigles de la Médina                               | 1-0          | Jappo Olympique        |

## Palmarès
| Rang | Clubs                  | Titres (éditions)                      | Finales perdues (éditions)             |
| ---- | ---------------------- | -------------------------------------- | -------------------------------------- |
| 1    | Sirènes de Grand-Yoff  | 6 (2003, 2004, 2010, 2015, 2016, 2023) | 6 (2005, 2006, 2009, 2018, 2024, 2025) |
| 2    | Aigles de la Médina    | 5 (2005, 2006, 2009, 2024, 2025)       | 0                                      |
| 3    | FC Médiour             | 3 (2011, 2017, 2018)                   | 2 (2012, 2013)                         |
| 4    | Tigresses de Thiès     | 3 (1994, 2013, 2014)                   | 0                                      |
| 5    | Amazones de Grand-Yoff | 1 (2019)                               | 3 (2011, 2014, 2015)                   |
| 6    | US Parcelles Assainies | 1 (2022)                               | 1 (2019)                               |
| 7    | Dorades de Mbour       | 1 (2012)                               | 0                                      |
| 8    | Casa Sports            | 0                                      | 1 (2003)                               |
| 9    | Amazones de Kolda      | 0                                      | 1 (2004)                               |
| 10   | Amazones de Yeumbeul   | 0                                      | 1 (2010)                               |
| 11   | Lycée Ameth Fall       | 0                                      | 1 (2016)                               |
| 12   | Kaolack FC             | 0                                      | 1 (2017)                               |
| 13   | AS Dakar Sacré-Cœur    | 0                                      | 1 (2022)                               |
| 14   | AFA Grand-Yoff         | 0                                      | 1 (2023)                               |